# Sokrat Mojsov
Sokrat Mojsov (1 de març de 1942) és un exfutbolista macedoni de la dècada de 1960.
Fou 3 cops internacional amb la selecció iugoslava. Pel que fa a clubs, defensà els colors de FK Vardar i Stade Rennais.